# Thibaut Pinot
Thibaut Pinot (Mélisey, 29 maggio 1990) è un ex ciclista su strada francese.
Professionista dal 2010 al 2023, aveva caratteristiche di scalatore. In carriera ha vinto un'edizione del Giro di Lombardia (nel 2018), oltre a una tappa al Giro d'Italia, tre al Tour de France e due alla Vuelta a España; si è inoltre aggiudicato la maglia bianca di miglior giovane al Tour de France 2014, concluso al terzo posto, e la maglia azzurra di miglior scalatore al Giro d'Italia 2023.

## Carriera

### Gli esordi
Originario della Franca Contea, nel 2009 debutta tra gli Under-23 con la divisa del CC Étupes, vincendo una tappa al Tour des Pays de Savoie e il Giro della Valle d'Aosta. Dopo una sola stagione nella categoria, all'inizio del 2010 passa professionista con il team Française des Jeux, mettendosi in evidenza con piazzamenti al Giro del Delfinato e al Tour de l'Ain. Nel 2011 ottiene le prime vittorie da pro: una tappa e la classifica finale del Tour Alsace, due frazioni al Tour de l'Ain e una tappa e la classifica finale della Settimana Ciclistica Lombarda.
Nel 2012 si classifica decimo al Tour de France, riuscendo a vincere anche la tappa con arrivo a Porrentruy. Nel 2013 conclude al quarto posto il Giro di Svizzera e al settimo la Vuelta a España; partecipa anche alla gara in linea dei campionati del mondo di Firenze, concludendo però solo 50º.

### 2014: il podio al Tour de France
Nella prima parte del 2014 si classifica nono al Giro dei Paesi Baschi e decimo al Giro di Romandia; in giugno è quindi quinto e miglior giovane al Bayern Rundfahrt. Inizia il Tour de France puntando ad un piazzamento nei primi dieci, ma tappa dopo tappa affina la condizione e in salita tiene sempre il passo dei migliori: sui Vosgi, in cui è secondo nella tappa di La Planche des Belles Filles, sulle Alpi, e anche sui Pirenei, dove giunge secondo nella tappa con arrivo ad Hautacam dietro alla maglia gialla Vincenzo Nibali. Alla vigilia della penultima tappa, una cronometro di 54 km, è secondo in classifica generale, ma l'indomani perde il secondo gradino del podio in favore del trentasettenne connazionale Jean-Christophe Péraud: chiude dunque terzo, facendo comunque sua la maglia bianca di miglior giovane. Dopo la Grande Boucle partecipa alla Vuelta a España, ma si ritira dopo undici tappe; è poi quarto nella semiclassica Tour du Doubs e nella graduatoria generale del Tour du Gévaudan Languedoc-Roussillon.

### 2015-2016: l'affermazione

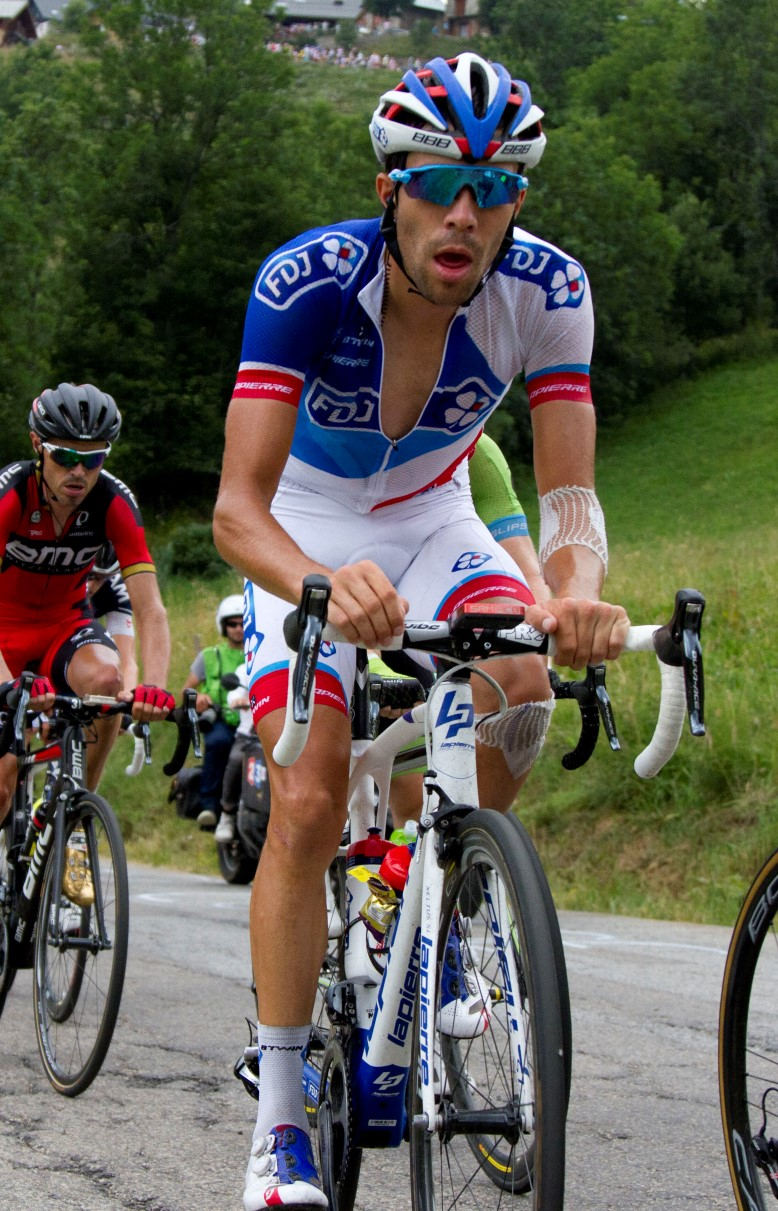
Pinot in azione al Tour de France 2015

Apre il 2015 con il quarto posto alla Tirreno-Adriatico e il secondo al Critérium International, mentre tra maggio e giugno vince una tappa al Giro di Romandia e una al Giro di Svizzera, concludendo quarto in entrambe le competizioni. Inizia quindi il successivo Tour de France con ambizioni di classifica, ma, complice una condizione non ottimale, non riesce ad esprimersi ai livelli dell'anno precedente, e chiude la corsa soltanto al sedicesimo posto in classifica generale. Trova però la vittoria nella ventesima tappa di quell'edizione, la più prestigiosa, con arrivo sull'Alpe d'Huez. Tra settembre e ottobre vince anche il Tour du Gévaudan Languedoc-Roussillon e si classifica quarto alla Milano-Torino e terzo al Giro di Lombardia.
Nel 2016 ottiene buoni piazzamenti già tra gennaio e marzo: è infatti secondo al Grand Prix Cycliste la Marseillaise, terzo all'Étoile de Bessèges, quarto alla Volta ao Algarve e quinto alla Tirreno-Adriatico. In stagione è anche autore di notevoli progressi nelle prove contro il tempo: vince infatti una breve cronometro al Critérium International davanti allo specialista Jérôme Coppel (si impone anche nella classifica finale dopo aver trionfato in salita sul Col de l'Ospedale) e si ripete anche nella cronometro del Giro di Romandia, precedendo specialisti di livello quali Tom Dumoulin, Chris Froome e Ion Izagirre. Vince poi a giugno per la prima volta in carriera anche i campionati nazionali a cronometro. Partecipa al Tour de France con grosse ambizioni di classifica, ma non riesce a tenere il passo dei migliori e si ritira a causa di una bronchite. Non prende il via alla Vuelta a España, che avrebbe dovuto essere un obiettivo di ripiego per il finale di stagione e, di fatto, non prende parte ad alcuna altra gara.

### 2017: il quarto posto al Giro d'Italia
Apre il 2017 con l'obiettivo di ben figurare al 100º Giro d'Italia. Nelle gare di febbraio e marzo è in evidenza alla Vuelta a Andalucía, dove conquista la seconda frazione e il terzo posto nella generale finale, alla Strade Bianche, con un buon nono posto, e alla Tirreno-Adriatico, in cui chiude terzo, a 36" dal vincitore Nairo Quintana. A fine aprile corre il Tour of the Alps, ex Giro del Trentino, conquistando la quinta e ultima tappa e il secondo posto nella classifica generale finale alle spalle di Geraint Thomas.
A maggio è al via del Giro d'Italia. Nella Corsa Rosa coglie un ottimo secondo posto alle spalle di Quintana nella nona tappa, quella con arrivo sul Blockhaus, staccando molti altri pretendenti alla classifica generale e salendo al secondo posto della generale, alle spalle dello scalatore colombiano. Nella seguente cronometro di Montefalco, vinta da Dumoulin, non è brillante e accusa distacchi significativi dai suoi diretti avversari; perde terreno anche nella tappa di Bormio, dove arriva a quasi un minuto e mezzo da Nibali e Quintana. Si dimostra pimpante invece sia nel tappone dolomitico di Ortisei sia nella tappa di Piancavallo, attaccando e recuperando terreno sugli avversari, e vince quindi in volata la penultima tappa, ad Asiago, davanti a Il'nur Zakarin e Nibali, dopo aver staccato Dumoulin sulla salita di Foza. Perde comunque la terza posizione in classifica al termine dell'ultima tappa, la cronometro conclusiva da Monza a Milano: chiude quarto, alle spalle di Dumoulin, Quintana e Nibali.
Successivamente disputa il Tour de France con l'obiettivo di vincere una tappa, ma non raggiunge il risultato sperato e si ritira durante la diciassettesima frazione. Dopo la Grande Boucle vince la classifica finale del Tour de l'Ain, mentre in ottobre conclude secondo alla Tre Valli Varesine e quinto al Giro di Lombardia.

### 2018: il ritiro al Giro, le vittorie di tappa alla Vuelta e il Giro di Lombardia

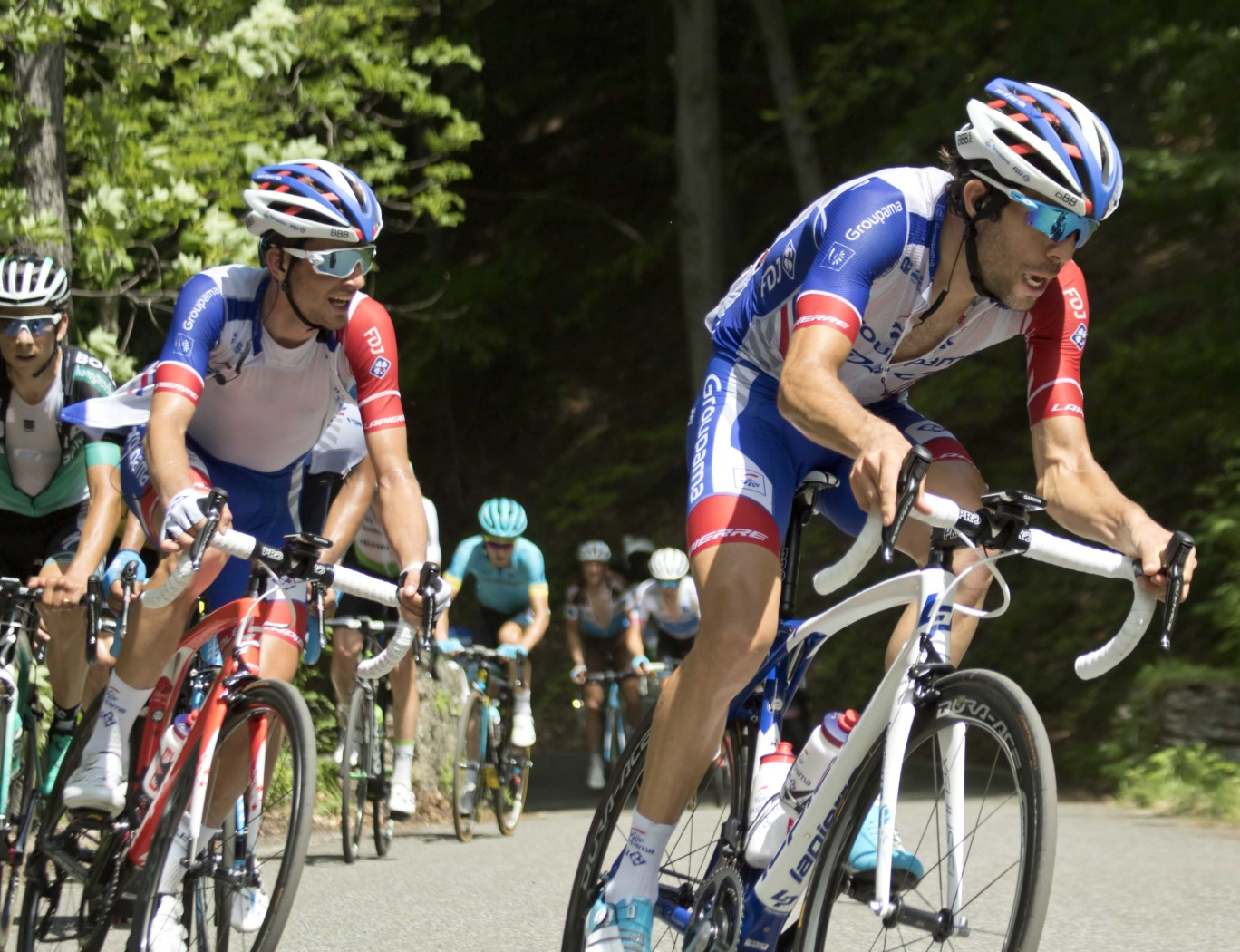
Pinot in un momento della diciannovesima tappa del Giro d'Italia 2018

Inizia il 2018 con il Giro d'Italia come primo grande obiettivo. Nell'avvicinamento si impone nella classifica finale del Tour of the Alps. Disputa un Giro di alto livello tanto che, al termine della diciannovesima tappa, occupa il terzo posto della classifica generale e sembra avere ottime possibilità di confermarlo. Tuttavia il giorno successivo va in crisi, accusando un ritardo di tre quarti d'ora sul traguardo di Cervinia. Trasportato all'ospedale di Aosta per disidratazione, non prende il via dell'ultima frazione.
Dopo un periodo di riposo rientra in gara al Giro di Polonia, classificandosi terzo dietro a Michał Kwiatkowski e Simon Yates. Partecipa quindi alla Vuelta a España come capitano della sua squadra. Nonostante nella sesta tappa perda quasi due minuti a causa di un "ventaglio", continua a curare la classifica. Durante 19ª tappa si impone per distacco sull'arrivo in salita dei Lagos de Covadonga, scattando a circa 6 km dal traguardo e staccando tutti i rivali. Coglie il secondo successo in occasione dell'arrivo in salita di Andorra/Naturlandia, staccando il leader Yates e l'olandese Steven Kruijswijk, con i quali aveva attaccato nel finale: conclude la corsa a tappe spagnola al sesto posto.
Dopo essersi piazzato nono nella prova in linea al Mondiale di Innsbruck partecipa a una serie di gare italiane in linea, arrivando secondo alla Tre Valli Varesine e imponendosi, pochi giorni dopo, nella Milano-Torino: avvantaggiatosi nel finale, sfrutta il lavoro del compagno David Gaudu e, favorito anche dalla caduta di Miguel Ángel López, va a vincere in solitaria alla Basilica di Superga. Pochi giorni dopo partecipa al Giro di Lombardia, con ambizioni di vittoria: va all'attacco sul Muro di Sormano insieme a Nibali, a quasi 50 chilometri dalla conclusione; stacca il corridore italiano sull'ultima salita, il Civiglio e coglie così il successo in solitaria, conquistando la sua prima classica monumento.

### 2019: l'assalto al Tour
L'obiettivo principale di questa stagione è il Tour de France. Nella prima parte di stagione partecipa al Tour de la Provence, dove chiude in quarta posizione nella classifica generale, e al Tour du Haut-Var, dove si impone nella tappa conclusiva e aggiudicandosi la classifica finale. In marzo è al via della Tirreno-Adriatico, dove coglie come miglior piazzamento il quinto posto nella quinta frazione, con arrivo a Recanati, e il quinto nella classifica finale. Successivamente partecipa alla Volta Ciclista a Catalunya dove non ottiene alcun risultato di rilievo.
A fine maggio, come avvicinamento alla Grande Boucle', partecipa al Tour de l'Ain: nella tappa regina, con arrivo al Col du Grand Colombier, trionfa in solitaria e si aggiudica la corsa. Il 20 luglio vince la quattordicesima tappa del Tour de France, sul celebre Col du Tourmalet, superando negli ultimi metri Julian Alaphilippe e Kruijswijk. Il giorno successivo chiude un'ottima tappa al secondo posto, dietro al fuggitivo Simon Yates. Molto sfortunato, è costretto a ritirarsi all'inizio della travagliata diciannovesima tappa per un problema muscolare: due giorni prima, nel tentativo di evitare una caduta, aveva sbattuto il ginocchio sinistro contro il manubrio della bicicletta e il dolore è andato via via peggiorando.

## Palmarès
- 2009 (Centre Cycliste d'Étupes Under-23)

3ª tappa Tour des Pays de Savoie (Saint-Jean-de-Maurienne > La Toussuire)
Classifica generale Giro della Valle d'Aosta
- 2011 (FDJ, quattro vittorie)

5ª tappa Tour Alsace (Ribeauville > Ballon d'Alsace)
Classifica generale Tour Alsace
2ª tappa Tour de l'Ain (Parc des Oiseaux > Bellignat)
4ª tappa Tour de l'Ain (Belley > Col du Grand Colombier)
1ª tappa Settimana Ciclistica Lombarda (Nembro > Castione della Presolana)
Classifica generale Settimana Ciclistica Lombarda
- 2012 (FDJ-BigMat, due vittorie)

8ª tappa Tour de France (Belfort > Porrentruy)
5ª tappa Tour de l'Ain (Saint-Claude > Lélex)
- 2015 (FDJ, cinque vittorie)

5ª tappa Giro di Romandia (Friburgo > Champex-Lac)
5ª tappa Giro di Svizzera (Unterterzen > Sölden/Rettenbachferner)
20ª tappa Tour de France (Modane Valfréjus > Alpe d'Huez)
1ª tappa Tour du Gévaudan Languedoc-Roussillon (Marvejols > Florac)
Classifica generale Tour du Gévaudan Languedoc-Roussillon
- 2016 (FDJ, sei vittorie)

2ª tappa Critérium International (Porto Vecchio > Porto Vecchio, cronometro)
3ª tappa Critérium International (Porto Vecchio > Col de l'Ospedale)
Classifica generale Critérium International
3ª tappa Giro di Romandia (Sion > Sion, cronometro)
6ª tappa Giro del Delfinato (La Rochette > Méribel)
Campionati francesi, Prova a cronometro
- 2017 (FDJ, quattro vittorie)

2ª tappa Vuelta a Andalucía (Torredonjimeno > Mancha Real/Alto Peña del Águila)
5ª tappa Tour of the Alps (Smarano > Trento)
20ª tappa Giro d'Italia (Pordenone > Asiago)
Classifica generale Tour de l'Ain
- 2018 (Groupama-FDJ, cinque vittorie)

Classifica generale Tour of the Alps
15ª tappa Vuelta a España (Ribera de Arriba > Lagos de Covadonga)
19ª tappa Vuelta a España (Lleida > Andorra/Naturlandia)
Milano-Torino
Giro di Lombardia
- 2019 (Groupama-FDJ, cinque vittorie)

3ª tappa Tour du Haut-Var (La Londe-les-Maures > Mont Faron)
Classifica generale Tour du Haut-Var
3ª tappa Tour de l'Ain (Parc des Oiseaux > Col du Grand Colombier)
Classifica generale Tour de l'Ain
14ª tappa Tour de France (Tarbes > Col du Tourmalet)
- 2022 (Groupama-FDJ, due vittorie)

5ª tappa Tour of the Alps (Lienz > Lienz)
7ª tappa Giro di Svizzera (Ambrì > Malbun)

### Altri successi
- 2009 (Centre Cycliste d'Étupes Under-23)

Classifica giovani Giro della Valle d'Aosta
Classifica a punti Giro della Valle d'Aosta
- 2010 (La Française des Jeux/FDJ)

Classifica scalatori Giro di Romandia
Classifica scalatori Parigi-Corrèze
- 2011 (FDJ)

Classifica giovani Rhône-Alpes Isère Tour
Classifica scalatori Rhône-Alpes Isère Tour
Classifica giovani Bayern Rundfahrt
Classifica giovani Tour Alsace
Classifica giovani Settimana Ciclistica Lombarda
- 2012 (FDJ-BigMat)

Critérium de Dijon
- 2014 (FDJ.fr)

Classifica giovani Bayern Rundfahrt
Classifica giovani Tour de France
Critérium de Lacq-Audéjos
Critérium de Castillon-la-Bataille
Classifica giovani Tour du Gévaudan Languedoc-Roussillon
- 2015 (FDJ)

Classifica giovani Critérium International
Classifica giovani Giro di Romandia
Classifica a punti Tour du Gévaudan Languedoc-Roussillon
- 2016 (FDJ)

Classifica a punti Critérium International
- 2017 (FDJ)

Classifica scalatori Tour de l'Ain
- 2019 (Groupama-FDJ)

Classifica a punti Tour du Haut-Var
Classifica a punti Tour de l'Ain
Classifica scalatori Tour de l'Ain
- 2022 (Groupama-FDJ)

Classifica sprint intermedi Tour of the Alps
- 2023 (Groupama-FDJ)

Classifica scalatori Giro d'Italia

## Piazzamenti

### Grandi Giri
- Giro d'Italia

2017: 4º
2018: non partito (21ª tappa)
2023: 5º
- Tour de France

2012: 10º
2013: non partito (16ª tappa)
2014: 3º
2015: 16º
2016: non partito (13ª tappa)
2017: ritirato (17ª tappa)
2019: ritirato (19ª tappa)
2020: 29º
2022: 14º
2023: 11º
- Vuelta a España

2013: 7º
2014: ritirato (11ª tappa)
2018: 6º
2020: non partito (3ª tappa)
2022: 16º

### Classiche monumento
- Giro di Lombardia

2011: 47º
2012: ritirato
2013: 12º
2014: 14º
2015: 3º
2017: 5º
2018: vincitore
2021: 50º
2023: 37º

### Competizioni mondiali
- Campionati del mondo

Città del Capo 2008 - In linea Juniores: 38º
Mendrisio 2009 - In linea Under-23: 40º
Toscana 2013 - In linea Elite: 50º
Innsbruck 2018 - In linea Elite: 9º

### Competizioni europee
- Campionati europei

Verbania 2008 - Cronometro Juniores: 42º
Verbania 2008 - In linea Juniores: 14º
Trento 2021 - In linea Elite: ritirato

## Riconoscimenti
Vélo d'Or francese nel 2015 e 2018